# Bonnetia ptariensis
Bonnetia ptariensis är en tvåhjärtbladig växtart som beskrevs av J.A. Steyerm.. Bonnetia ptariensis ingår i släktet Bonnetia och familjen Bonnetiaceae. Inga underarter finns listade i Catalogue of Life.